# 周維翰
周維翰（1554年—？），字惠叔，號轁宇，直隸河間府阜城縣人，民籍，明朝政治人物。

## 生平
萬曆元年（1573年）癸酉科順天府鄉試第八十九名，萬曆八年（1580年）庚辰科會試第一百二十五名，登三甲第二百三十三名進士。吏部觀政，次年授宜川知县，丁憂归乡。十四年复除山东淄川县，十七年十月考选雲南道监察御史，十八年告病。二十年十一月除补湖广道御史，巡按辽东，二十二年十月巡按福建。二十七年巡视皇城，二十八年巡视光禄寺，三十三年十二月復除湖广道御史。

## 家族
曾祖周曠；祖父周住；父周桂，曾任縣丞。母袁氏；繼母趙氏。严侍下。兄周维屏。